# Bohrmühle Büren

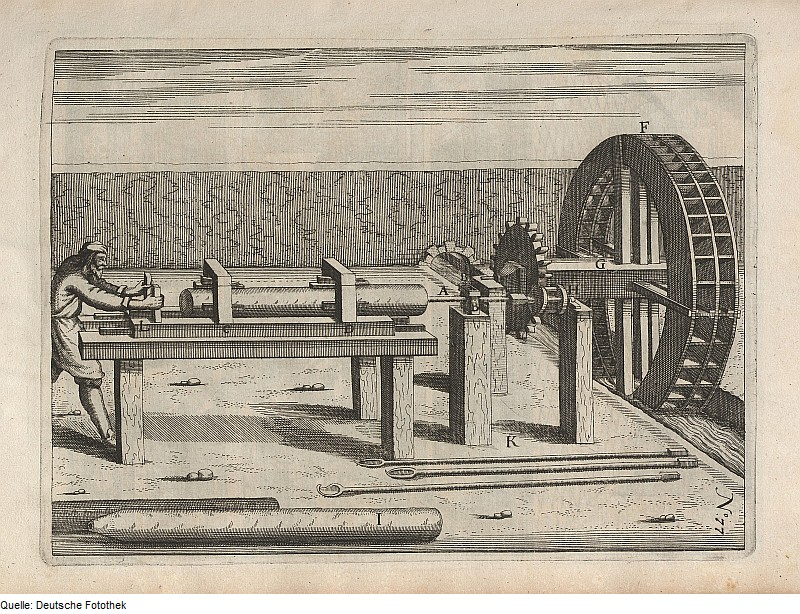
Bohrmühle mit Löffelbohrer

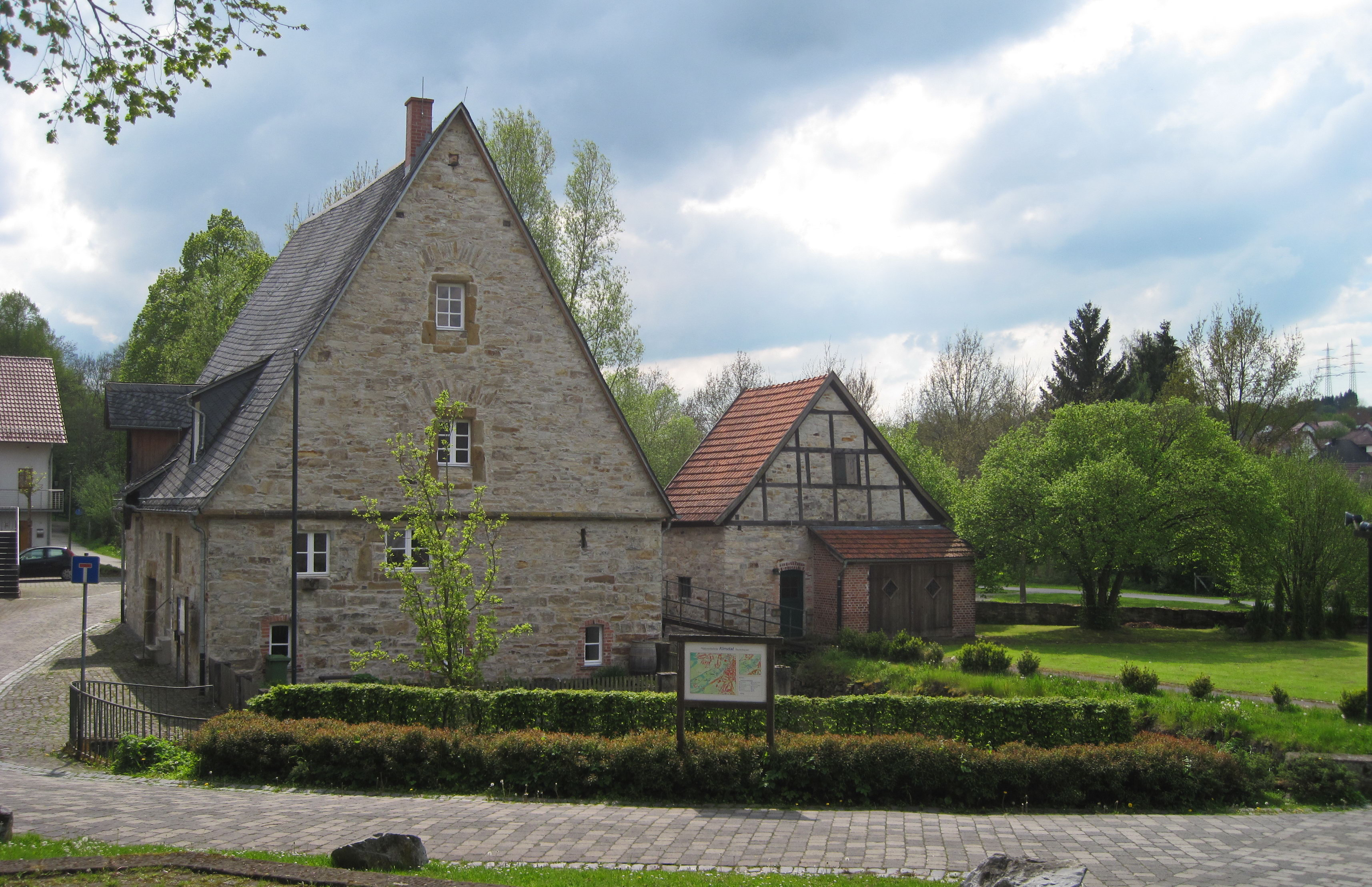
Mittelmühle Büren mit Bohrmühle (rechts) 2017

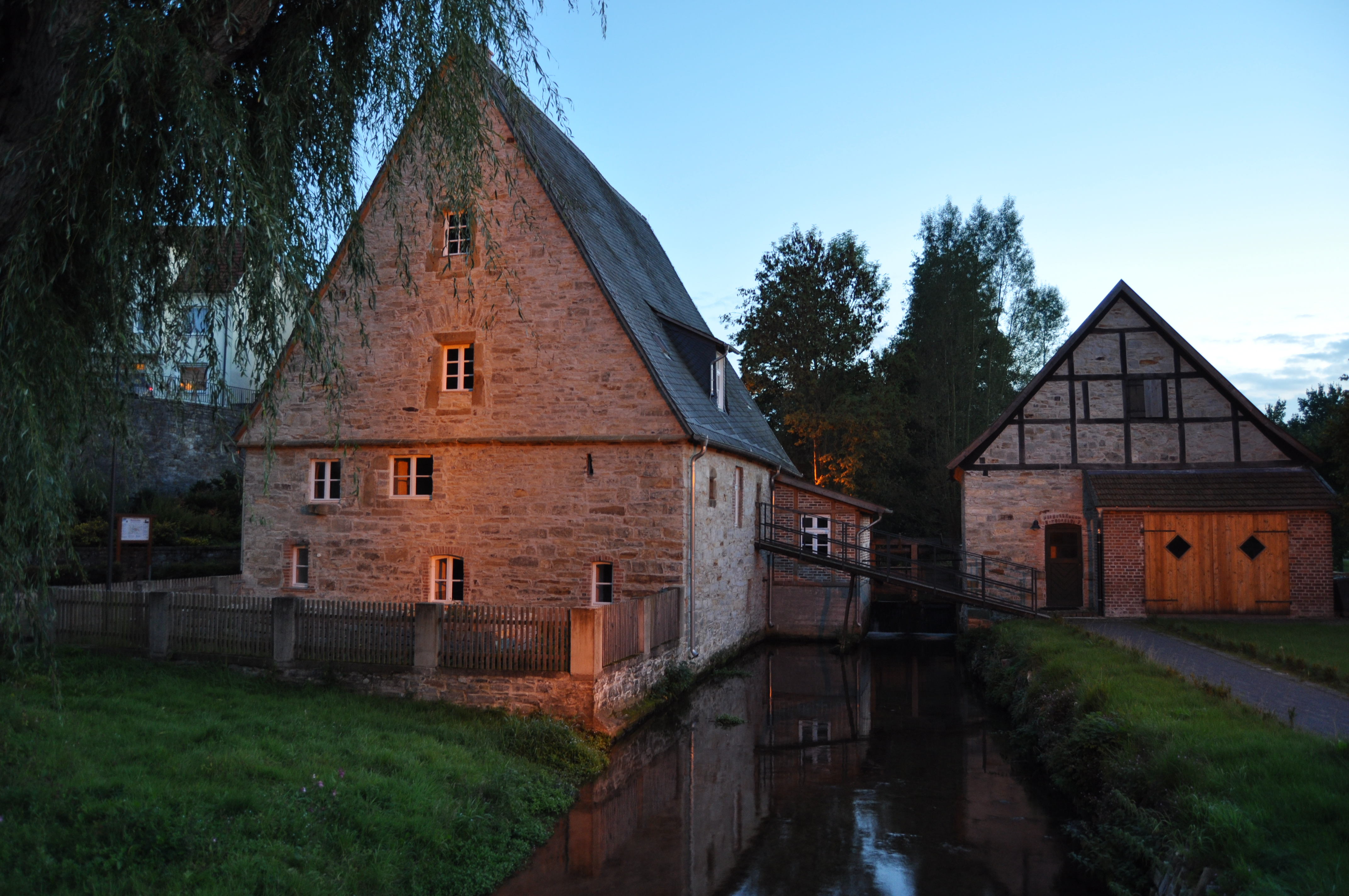
Mittelmühle Büren mit Bohrmühle (rechts) im Sonnenuntergang

Die Bohrmühle Büren ist eine Mühle in der Stadt Büren in Westfalen und wurde erstmals 1617 erwähnt.

## Geschichte und Lage
Die Mühle ist wahrscheinlich schon wesentlich älter, da in Aufzeichnungen von 1617 „ein nigges Rad an de Bohrmuhlen“ erwähnt wurde. Im Jahre 1745 wurde sie von der Afte an ihren heutigen Standort verlegt und wechselte mehrfach den Besitzer.
Heute liegt sie am sogenannten Mühlengraben (abgetrennt von der Alme) gegenüber der Mittelmühle. Über das Wehr zwischen den beiden Mühlen sind sie verbunden. Gehörte sie früher ausschließlich der Stadt Büren, wurde sie mit einem Vertrag von 1732 hälftig in den Besitz der Jesuiten übertragen. Inzwischen ist sie wieder im alleinigen Besitz der Stadt Büren und wird durch den Heimatverein Büren e. V. gemeinsam mit der Mittelmühle als Museum betrieben.
In der Mühle wurden durch den jeweiligen Wassermeister (oder Röhrenmeister) Holzstämme aus den heimischen Wäldern zu ca. 3,40 m langen, hölzernen Wasserrohren, sogenannte Deichel, verarbeitet. Hierzu wurde durch ein eigenes Mühlrad eine Bohrmaschine betrieben. Die angetriebenen Löffelbohrer sorgten für ein Wasserrohr mit ca. 7 cm Innendurchmesser.
Die Bohrmaschine wurde inzwischen wieder rekonstruiert und kann besichtigt werden. Das Mühlrad ist zurzeit jedoch nicht vorhanden.
Für Büren hatte die Bohrmühle eine besondere Bedeutung – nur mit ihr war es möglich, die circa 1,7 km lange Wasserleitung (erste Erwähnung 1568) vom sogenannten „Piepenbusch“ (Quelle) bis zur Stadt in einen Kump (Wasserschöpfbecken) zu erstellen und instand zu halten. Sie sicherte damit die Versorgung der Bürener mit frischem Quellwasser. Ein Kump ist heute noch erhalten und steht vor der Pfarrkirche in Büren.